# Amar'e Stoudemire
Amar'e Carsares Stoudemire (født 16. november 1982) er en amerikansk professionel basketballspiller, der stiller op for NBA-holdet New York Knicks. Han blev "drafted" i 2002 af Phoenix Suns. Han spillede hos Suns til år 2010. Hans position på banen er enten power forward eller center.